# Орийак
Орийа́к (фр. Aurillac, окс. Orlhac), традиционное чтение Аврилак, также Орильяк  — город в центре Франции, префектура департамента Канталь. Население — 33,9 тыс. жителей.

## История

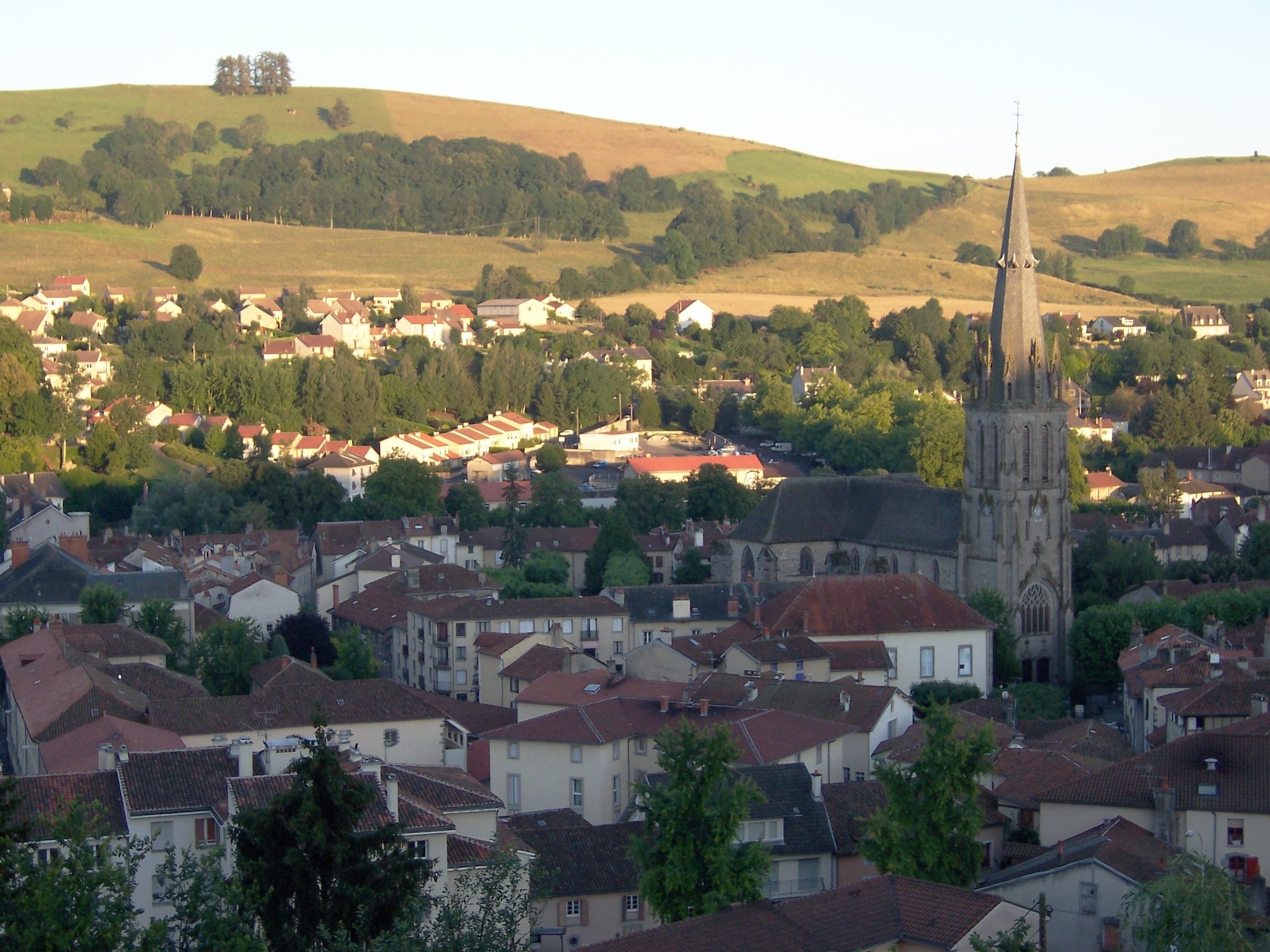
квартал Сен-Жеро в Орийаке

Поселение на месте Орийака существовало к I в. н. э..
В IX веке с Орийаком связана жизнь графа Жеро (Геральда) (фр.), впоследствии канонизированного католической церковью. Основано аббатство с подвассальным виконтством Карладез. На протяжении последующих веков Орийак зачастую становился ареной противостояния светской и церковной власти.
В 1569 году город взят и разграблен протестантами.
К Великой Французской революции Орийак носил статус столицы Верхней Оверни.
В 1790 году Орийак стал префектурой департамента Канталь.
В 1866 году в город проведена железная дорога, что существенно способствовало экономическому развитию.

## Экономика
Исторически Орийак считается национальной столицей производства зонтов — здесь сосредоточена половина всего их производства во Франции.
В Орийаке расположена компания Abeil — европейский лидер производства терапевтических подушек. Компания Auriplast занимается производством пластмассовых изделий.
В Орийаке имеется аэропорт (фр.), из которого выполняется единственный рейс — в Париж.

## Управление
Орийак, имея статус коммуны, в то же время разделен на четыре кантона, к двум из которых принадлежат также некоторые соседние коммуны.

## Знаменитые уроженцы
В Орийаке родились:
- Сильвестр II (Герберт) — папа римский в 999—1003
- Гийом (Вильгельм) Овернский — епископ Парижский в 1228—1249
- Дельзон Алексис Жозеф — дивизионный генерал Наполеона
- Поль Думер — президент Франции в 1931—1932
- Мари Марвен — альпинистка и военная летчица
- Фарж, Пьер (1858—1941) — французский архивист, историк.